# Мульсум (напій)
Мульсум — винний напій з медом у давніх римлян.

## Короткий опис
Стародавні римляни вважали мульсум напоєм, який стимулює апетит і травлення, є поживним і подовжує життя. Останнє пов'язано з тим, що люди, які вже не мали зубів, змочували в мульсумі хліб. Підігрітий мульсум вважали засобом від діареї. Згідно з Плінієм, коли Ромілій Полліон, якому було більш як сто років, відповів на запитання, як він досяг старості, той відповів: «З мульсумом всередині, з олією зовні».
Мульсум часто подавали перед їжею або як закуску (див. Культура харчування в Римській імперії). Тому перші страви застілля або закуски називали промульсисом.
Відповідно до стародавніх джерел, існувало два або три способи приготування мульсума: за Плінієм, гірке вино змішували з вареним медом, за Колумеллою, виноградний сік змішували з медом, закривали його в посудині й давали перебродити. Марціал згадує виробництво шляхом додавання аттичного меду до фалернського вина, яке було популярним у той час. У варіанті, описаному Палладієм виноградне сусло, яке вже бродить, підсолоджується медом і продовжує бродити деякий час. Вінідаріус змішує вино та мед із пряним вином. Діоскорид використовує сіль як приправу, а Апіцій додає мелений перець у своїй кулінарній книзі De re coquinaria. У середні віки аквамульсу, також звану гідромель, виготовляли з меду та води.